# Johannes Huppertz
Johannes Huppertz (* 20. Juli 1964 in Köln) ist ein deutscher Musikproduzent, Songwriter und Multi-Instrumentalist. Er arbeitet auch unter den Pseudonymen Area 42 und Newton. Seit 2014 arbeitet er als TV-Komponist.

## Leben
Johannes Huppertz wuchs in Köln auf und bildete sich autodidaktisch zu einem Multi-Instrumentalisten aus. Einige Jahre war er Singer-Songwriter und Frontman der Gruppe Comix Strip. Er arbeitete u. a. mit dem Produzenten Wolfgang Voigt und der Kölner Mundart-Band Brings.
2008 veröffentlichte Huppertz unter dem Pseudonym Area 42 erstmals einen Longplayer gleichen Namens. 2009 brachte er unter dem Pseudonym Newton bei Sashimi Records das Album Roadmovie heraus. Im selben Jahr veröffentlichte Huppertz erstmals ein Album unter seinem bürgerlichen Namen. Eternal Change erschien auf dem bekannten Label Mole Listening Pearls. Als Single wurde Breath Away ausgekoppelt. 2010 folgten das Album Café International und unter seinem Pseudonym Newton die digitale Veröffentlichung Cologne Citywaves. 2011 brachte Huppertz das Remixalbum 24/7 Chill Jazz heraus, auf dem er unter dem Motto „24 Stunden lang und 7 Tage die Woche Chillout“ einige seiner Lieblingslieder zusammengestellt hat. 2011 veröffentlichte Huppertz mit After love is gone auch wieder einen Longplayer unter seinem Pseudonym Newton. 
In den vergangenen Jahren hat Huppertz Hunderte von Soundkompositionen verlegt bzw. verlegen lassen, weit über 1.000 Veröffentlichungen alleine auf den Downloadportalen iTunes und Amazon Music. Er ist auf zahlreichen Lounge-, Downbeat- und Chillout-Kompilationen international vertreten. In seinen Kompositionen versucht er, Tradition, Zeitgeist und persönlicher Emotionen zu verarbeiten. Johannes Huppertz ist ein großer Fan von Andy Warhol und begeistert sich für Pop-Art.

## Diskografie

### Studioalben
- 2008: Area 42 unter dem Pseudonym Area 42 (Freebeatmusic Records)
- 2009: Roadmovie als Newton (Sashimi Records/Rough Trade)
- 2009: Eternal Change (Mole Listening Pearls)
- 2010: Café International (Mole Listening Pearls)
- 2010: Cologne Citywaves als Newton (Believe Electro)
- 2011: After love is gone als Newton (Drizzly Loungerie)
- 2013: Best of Johannes Huppertz (Drizzly Records)
- 2014: TV Composer

### Singles
- 2009: Breath Away (Mole Listening Pearls)

### Remixalben
- 2011: 24/7 Chill Jazz (Mole Listening Pearls)
- 2011: The Lightness of Being (EMI Electrola)
- 2012: Chillout culture (Freebeat Music Records)
- 2024 Brings Cafe de Cologne